# 샹치 (마블 코믹스)
샹치(영어: Shang-Chi, 중국어 간체자: 尚气, 정체자: 尚氣, 한어 병음: Shàng Qì, 웨이드-자일스: Shang Ch'i, 월병: Soeng6 Hei3, /ˌʃɑːŋ ˈtʃiː/)는 마블 코믹스가 발행하는 미국 만화에 등장하는 슈퍼히어로이며, 마스터 오브 쿵푸(Master of Kung Fu), 브라더 핸드(Brother Hand)라는 이름으로도 알려져 있다. 이 캐릭터는 작가 스티브 잉글하트와 아티스트 짐 스탈린이 창작하였으며, 《Special Marvel Edition #15》 (표지는 1973년 12월)로 데뷔해 1983년까지 자신의 솔로 만화에서 주연을 맡았다. 쌍절곤, 검 등의 무기를 사용하고 중국 무술을 사용한다. 2021년 이 캐릭터를 주연으로 한 영화 《샹치와 텐 링즈의 전설》이 공개되었으며, 샹치는 중국계 캐나다인 배우 시무 리우가 맡았다.